# Anel

## Anel (em Matemática)
Um anel, em Álgebra, consiste no terno composto por um conjunto, que chamaremos de M, com duas operações binárias entre elementos de M. Chamaremos essas operações binárias de ⨁ e de ⨀. Para o terno (M, ⨁, ⨀) ser considerado um anel, dado que a, b e c são elementos de M:
1. Associatividade de ⨁: É preciso que ( a ⨁ b ) ⨁ c = a ⨁ ( b ⨁ c )
2. Existência de elemento neutro (£) de ⨁: O conjunto M precisa ter um único elemento especial tal que a⨁£ = a
3. Existência de simétrico de ⨁: Deve existir um número chamado -a que a ⨁ (-a) = £
4. Comutatividade de ⨁: É preciso que a ⨁ b = b ⨁ a
5. Associatividade de  ⨀: É necessário que a ⨀ b = b ⨀ a
6. Distributividade de ⨀ em relação a ⨁ (bilateralmente): é imperioso que se observe que a ⨀ (b ⨁ c) = (a ⨀ b)  ⨁ (a ⨁ c) = (b ⨁ c) ⨀ a

Alguns autores incluem ainda o axioma:
7. Existência de elemento neutro (ŋ) em relação a ⨀: é preciso existir um elemento ŋ pertencente a M tal que ŋ ⨀ a = a

## Anel (Joalheria)

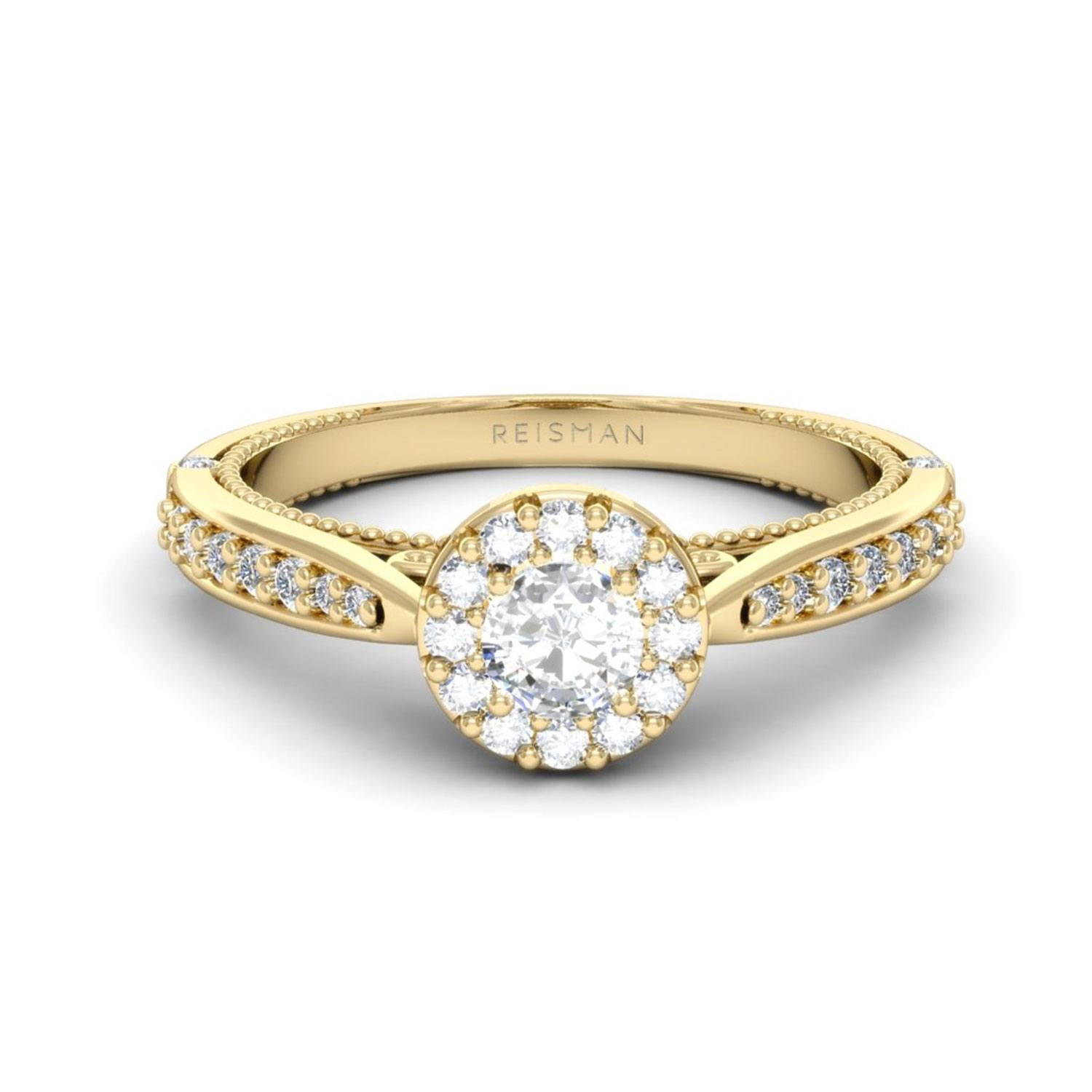
Anel de Noivado

Culturalmente, os anéis (alianças) são utilizados para simbolizar o matrimônio. A tradição vem dos egípcios, posteriormente sendo adotados pelos romanos. Os antigos acreditavam que uma veia do dedo anelar estava ligada diretamente ao coração, representando dessa forma o uso da aliança como sinal de amor e fidelidade

## História do Anel de Noivado
No ano de 1477, o anel de noivado foi utilizado pela primeira vez na história com o propósito de marcar o importante momento na vida do casal: o noivado. Segundo o Museu de Belas Artes de Viena, o anel ainda encontra-se em exposição.